# Bruyères (tổng)
Tổng Bruyères là một tổng của Pháp, tọa lạc tại tỉnh Vosges trong vùng Lorraine của Pháp.

## Phân chia hành chính
Tổng Bruyères được chia thành 30 xã:

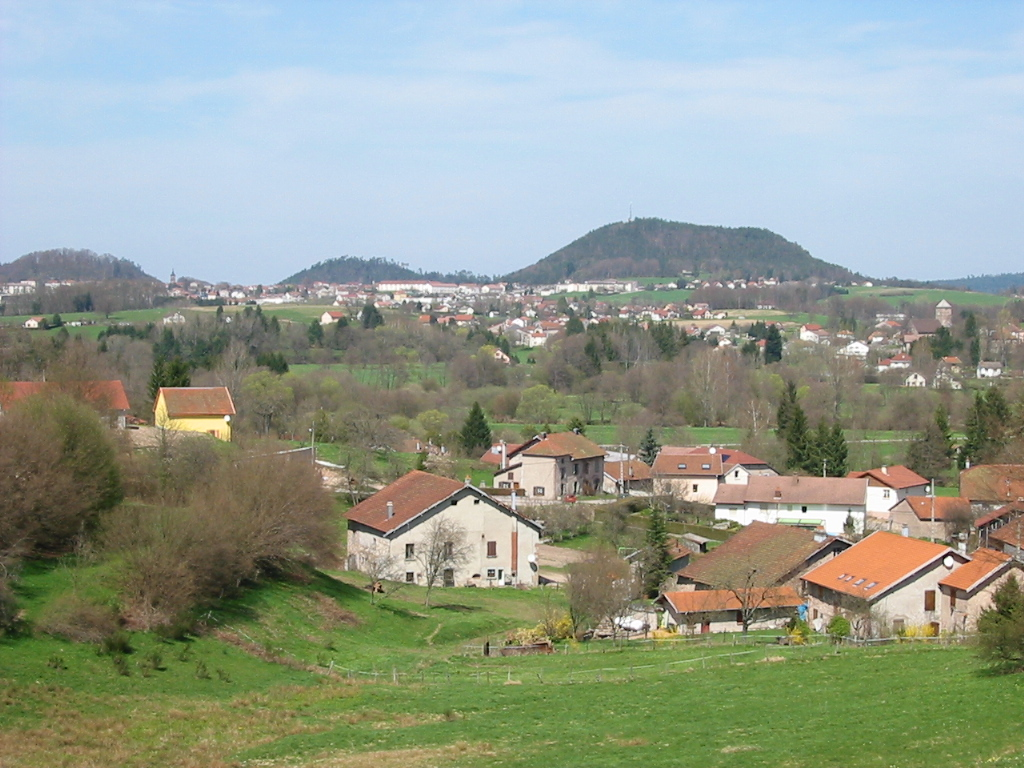
Hình ảnh của tổng Bruyères, giữa Fiménil và Bruyères

- Aydoilles
- Beauménil
- Bruyères
- Champ-le-Của c
- Charmois-devant-Bruyères
- Cheniménil
- Destord
- Deycimont
- Docelles
- Dompierre
- Fays
- Fiménil

- Fontenay
- Girecourt-sur-Của rbion
- Grandvillers
- Gugnécourt
- Laval-sur-Vologne
- Laveline-devant-Bruyères
- Laveline-của -Houx
- Lépanges-sur-Vologne
- Méménil
- La Neuveville-devant-Lépanges
- Nonzeville
- Padoux
- Pierrepont-sur-l'Arentèle
- Prey
- Le Roulier
- Sainte-Hélène
- Viménil
- Xamontarupt

## Hành chính
| Ngày bầu                                  | Tên             | Đảngi | Chức vụ                                                      | Tư cách |
| ----------------------------------------- | --------------- | ----- | ------------------------------------------------------------ | ------- |
| 1998-2004-                                | Michel Langloix | UMP   | Vice-président délégué à l'action sociale et à la solidarité |         |
| Dữ liệu trước đây không còn được biết rõ. |                 |       |                                                              |         |

## Biến động dân số
| 1962                                         | 1968   | 1975   | 1982   | 1990   | 1999   |
| -------------------------------------------- | ------ | ------ | ------ | ------ | ------ |
| 14 664                                       | 14 427 | 14 268 | 14 615 | 14 814 | 14 947 |
| Số liệu từ năm 1962: Dân số không tính trùng |        |        |        |        |        |